# 韋斯特豪特31
韋斯特豪特31，也稱為W31，是銀河系位於人馬座方向上的恆星形成區複合體。

## 特徵
和其它的恆星形成區一樣，韋斯特豪特31在銀河中的位置受到它與太陽系之間的星際塵埃消光的影響，無法用光學望遠鏡觀察，而需要用像史匹哲太空望遠鏡等紅外線望遠鏡、電波望遠鏡或能夠探測X射線和γ射線的儀器來研究。
韋斯特豪特31實際上似乎是由幾個距離不同，但都在相同視線方向上的恆星形成區組成的：一個是距離太陽3,300秒差距或4,500秒差距的電波發射星雲G10.2-0.3和 G10.6-0.4，和另一個距離更遙遠，在11,800秒差距和14,500秒差距之間的的電波發射星雲G10.3-0.1（相對於太陽，在銀河系的另一側。由恆星的內容，前面的距離比較可能）。
G10.3-0.1是最值得注意的，因為它包含了擁有著名的高光度藍變星LBV 1806-20、磁星SGR 1806-20、兩顆藍特超巨星、超巨星O型星、三顆沃夫–瑞葉星（其中兩顆富含碳）以及其它年輕大質量恆星的星團1806-20。
由G10.2-0.3和G10.6-0.4組成，最接近的複合體，包括一個非常年輕（60萬年）的星團，至少有4顆O型星和5顆巨大的初期恆星體（YSO，Young stellar object）。